# Double Platinum
| Recensione    | Giudizio |
| ------------- | -------- |
| Allmusic      | [ 5 ]    |
| Pitchfork     | (6.0/10) |
| Rolling Stone | [ 7 ]    |

Double Platinum è una raccolta dei maggiori successi del gruppo hard rock statunitense dei Kiss pubblicata il 2 aprile 1978.
Alcune tracce presenti nella raccolta mostrano tuttavia delle modifiche rispetto alla versione originale. Strutter, ad esempio, è stata registrata nuovamente con il titolo Strutter '78 dandole un'impostazione musicale molto simile alla disco music, mentre  Hard Luck Woman e Detroit Rock City sono state tagliate in alcuni punti.

## Lista delle tracce

### Disco uno
1. Strutter '78 (Stanley, Simmons) – 3:41
2. Do You Love Me? (Kim Fowley, Bob Ezrin, Stanley) – 3:33
3. Hard Luck Woman (Stanley) – 3:24
4. Calling Dr. Love (Simmons) – 3:20
5. Let Me Go, Rock 'n' Roll (Stanley, Simmons) – 2:15
6. Love Gun (Stanley) – 3:27
7. God of Thunder (Stanley) – 4:30
8. Firehouse (Stanley) – 3:20
9. Hotter than Hell (Stanley) – 3:30
10. I Want You (Stanley) – 3:02

### Disco due
1. Deuce (Simmons) – 3:02
2. 100,000 Years (Stanley, Simmons) – 3:24
3. Detroit Rock City (Stanley, Ezrin) – 4:26
4. Rock Bottom (Intro) (Frehley) – 0:51
5. She (Simmons, Stephen Coronel) – 4:34
6. Rock and Roll All Nite (Stanley, Simmons) – 2:45
7. Beth (Criss, Stan Penridge, Ezrin) – 2:45
8. Makin' Love (Stanley, Sean Delaney) – 3:12
9. C'mon and Love Me (Stanley) – 2:54
10. Cold Gin (Frehley) – 4:31
11. Black Diamond (Stanley) – 4:14

## Formazione
- Gene Simmons: voce principale o secondaria, basso
- Paul Stanley: voce principale o secondaria, chitarra ritmica
- Ace Frehley: chitarra solista
- Peter Criss: voce principale o secondaria, batteria